# 千葉県道240号富浦停車場線
千葉県道240号富浦停車場線（ちばけんどう240ごう とみうらていしゃじょうせん）は、千葉県南房総市を起点・終点とする一般県道。
国道から富浦駅のアクセスおよび、終点より南に延びる市道によって南房総市役所や富浦中学校などへも接続される。市の中心機能を担う存在への第一接続路線でもある。

## 路線データ
- 起点：南房総市富浦町原岡（内房線 富浦駅）
- 終点：南房総市富浦町原岡（富浦駅入口交差点、国道127号交点）
- 総延長：0.201 km（安房土木事務所管内：0.201 km[1]）
- 重用延長：なし（安房土木事務所管内：0.0 km[1]）
- 実延長：0.201 km（安房土木事務所管内：0.201 km[1]）

## 通過する自治体
- 千葉県南房総市

## 交差する道路
- 国道127号 - 南房総市富浦町原岡（富浦駅入口交差点、終点）